# Chester (Pensilvânia)

Chester é uma cidade localizada no estado americano de Pensilvânia, no Condado de Delaware. A sua área de terra é de 4,84 milha quadradas (12,5 km2), e sua população é de 32 605 habitantes (segundo o Censo dos Estados Unidos de 2020). A cidade foi fundada em 27 de outubro de 1682.